# Association for Psychological Science
Ne doit pas être confondu avec Association américaine de psychologie, Association américaine de psychiatrie ou APA.
Pour les articles homonymes, voir APS.
L'Association for Psychological Science, abrégée APS et connue jusqu'en 2006 en tant que American Psychological Society, est un organisme à but non lucratif américain fondé en 1988. Cette association a pour but de « Promouvoir et protéger les intérêts de la psychologie orientée scientifiquement dans la recherche, l'application, l'enseignement et l'amélioration du bien-être humain ». Elle a été fondée à la suite d'un désaccord d'orientation avec l'Association américaine de psychologie. 